# BMW M5
BMW M5 je preteča luksuznih sportskih limuzina. Kasnije su došli rivali iz Mercedesa, Jaguara, Audija.

#### Prva generacija
Prvi službeni BMW M5 je predstavljen na Amsterdamskom motor show-u 1984. godine. Proizveden je samo u 2145 primjeraka. Pokretao ga je modificirani motor iz prethodnog M1 modela (M88/3). Ubrzanje do 100 km/h iznosi 6,5 sekundi, a maksimalna brzina 245 km/h. Inačicu modela za sjeverno američko tržište pokretao je motor S38B35 (s katalizatorom) snage 252 KS.
Kotači
Dimenzije prednjih i stražnjih guma 
        220/55 VR 390 (TRX) 
 225/50 VR16 - 1986. – 1987. 

Dimenzije prednjih i stražnjih kotača	185TR390 / 6,5 J x 16 legura aluminja
Motor/Mjenjač
Cilindri/ventili	6/4 

Obujam    3453 cm³ 

Promjer/hod 	94,3/84 mm 

Najveća snaga  	210 kW (286ks)/6500 

Najveći okretni moment 	340 Nm /4500 

Mjenjač 	Getrag 280/5 - 5 brzinski ručni
Masa u kg
Masa neopterećenog vozila EU	1430 kg

Najveća dopuštena masa	?

Dopušteno opterećenje	?

Dopušteno opterećenje prednje i stražnje osovine	?
Performanse
Zračni otpor (cw)	0,40 

Najveća brzina  	245 km/h 

Ubrzanje 0 – 100 km/h   	6,5 s 

Ubrzanje 0 - 1,000 m (s)	? 

Ubrzanje 80 – 120 km/h u 4./5. brzini (s)	?
Potrošnja goriva
Gradska (l/100 km)	16,5 

Izvan gradska (l/100 km)	7,8 

Kombinirana (l/100 km)	9,7 

Emisija CO2 (g/km)	? 

Obujam spremnika goriva  	70 L

### Druga generacija
Druga generacija M5 modela je jedna od najomiljenijih među BMW M fanovima. Od 1988. do 1991. je pokretana 3.6 L motorom snage 315 KS, a poslije je taj motor povećan na 3.8 L i 340 KS. E34 generacija je donijela i prvi M karavan, M5 E34 karavan je bio najbrži karavan na svijetu u to vrijeme. Također ovaj M5 je posljednji ručno rađeni M automobil, proizveden je u 11 989 primjeraka
Kotači
Dimenzije prednjih guma	        235/45 ZR 17 - 1988. – 1994. / 245/40 ZR18 - 1994. – 1995. 

Dimenzije stražnjih guma	255/40 ZR 17 - 1988. – 1994. / 275/35ZR18 - 1994. – 1995.

Dimenzije prednjih kotača	8,0 J x 17 kovana alu.legura / 8.0 J x 18 

Dimenzije stražnjih kotača	9,0 J x 17 kovana alu.legura / 9.5 J x 18
Motor/Mjenjač
Cilindri/ventili	6/4 

Obujam 	3535 / 3795 cm³ 

Promjer/hod	93.4/86 - 94.6/90 mm 

Najveća snaga u kW pri o/min	232 
(315)/6900 - 250 (340)/6900 

Najveći okretni moment u Nm pri 1/min
 360/4750 - 400/4750 

Mjenjač 	Getrag 280/5 5 brzinski ručni - Getrag Type D 6 brzinski ručni
Masa u kg
Masa neopterećenog vozila EU	1650 - 1718

Najveća dopuštena masa	?

Dopušteno opterećenje	? 

Dopušteno opterećenje prednje i stražnje osovine	?
Performanse
Zračni otpor (cw)	0,32 

Najveća brzina	250 km/h

Ubrzanje 0 – 100 km/h (s) 6,3 - 5,9 

Ubrzanje 0 - 1,000 m (s)	?

Ubrzanje 80 – 120 km/h u 4./5./6. brzini (s)	?
Potrošnja goriva
Gradska (l/100 km)	?

Izvan gradska (l/100 km)	? 

Kombinirana (l/100 km)	? 

Emisija CO2 (g/km)	? 

Obujam spremnika goriva 90 L

### Treća generacija
Godine 1998. BMW je na tržište plasirao novi M5. Razlog kašnjenja od 3 godine je u tome što BMW uopće nije planirao novi M5 jer je obična petica bila dovoljno jaka. No Mercedes i Jaguar su predstavili jače modele i M5 je postao stvarnost. Karavanska inačica E39 nije nikad izišla na tržište premda postoji jedan koncept automobil. Treći M5 je pokretan V8 motorom snage 400 ks koji je uparen s 6 ručnim mjenjačem. E39 M5 je teži od prethodnika za samo 77 kilograma, a imao je 60 ks više, do 100 km/h je trebalo 5,3 sekunde, 0,6 sekundi manje od E34 M5 modela. Za razliku od prethodnih modela koji su se razlikovali ovisno o tržištu ovaj M5 je jednak u cijelom svijetu.
Kotači
Dimenzije prednjih guma	        245/40 ZR 18
Dimenzije stražnjih guma	275/35 ZR 18
Dimenzije prednjih kotača	8,0 J x 18 legura aluminija
Dimenzije stražnjih lotača	9,5 J x 18 legura aluminija
Motor/Mjenjač
Cilindri/ventili	8/4
Obujam u ccm	4941
Hod/promjer u mm	89/94
Najveća snaga u kW pri 1/min	294 (400)/6600
Najveći okretni moment u Nm pri 1/min	500/3800
Mjenjač 	Getrag Type D 6 brzinski ručni
Masa u kg
Masa neopterećenog vozila EU	1795
Najveća dopuštena masa	?
Dopušteno opterećenje	?
Dopušteno opterećenje prednje i stražnje osovine	?
Performanse
Vuča (cw)	0,31
Najveća brzina (km/h)	250
Ubrzanje 0 – 100 km/h (s)	5,3
Ubrzanje 0 - 1,000 m (s)	?
Ubrzanje 80 – 120 km/h u 4./5. brzini (s)	?
Potrošnja goriva
Gradska (l/100 km)	21,1
Izvan gradska (l/100 km)	9,8
Kombinirana (l/100 km)	13,9
Emisija CO2 (g/km)	336
Obujam spremnika goriva l (otprilike)	70

## E60/E61 M5 (2005–2010)
E60 M5 predstavljen je 2005. godine, a V10 motor i 7-stupanjski prijenos povezuje automobil s BMW Sauber Formula 1 programom. E60 M5 bio je prva svjetska proizvodna limuzina koja je koristila V10 benzinski motor. Ova generacija M5 također je izgrađena u karoserijskom stilu E61 Touring (karavan), koji se prodavao samo u Europi. E63 / E64 M6 coupé i kabriolet temelje se na skraćenoj verziji šasije M5 i u velikoj mjeri koriste iste mehaničke komponente.
Službena brojka ubrzanja od 0 do 100 km / h (62 mph) iznosi 4,7 sekundi za sedan, međutim testovi časopisa zabilježili su brojke do 4,1 sekunde. E60 M5 bio je najbrža limuzina s 4 vrata koja je bila dostupna u vrijeme predstavljanja. Najveća brzina elektronički je ograničena na 250 km / h (155 mph), ali bi se uz dodatni paket M-vozača mogla povećati na 305 km / h (190 mph). M5 je zabilježio vrijeme kruga u Nürburgringu od 8:13.
Nadogradnje u odnosu na redovne modele serije 5 uključuju širi kolosijek, jedinstvene karoserijske ploče, šareni prikaz glave na glavi koji sadrži navigaciju, upravljačke poruke, informacije o brzini, broju okretaja i okretaja, automatizirane podupirače sa sjedala, grijana / ventilirana sjedala i stražnju zavjesu s napajanjem. Veći, razvučeni prednji štitnici s obje strane također su imali ventilacijske otvore za hlađenje, podsjećajući na BMW CSL iz 1970-ih. Kotači su bili promjera 19 inča, a automobil straga ima četverostruke ispušne cijevi.
Tijekom petogodišnjeg proizvodnog procesa, 20.589 jedinica izrađeno je od 19.564 limuzina i 1.025 vagona. Najveće tržište bile su Sjedinjene Države s 8.800 automobila (sve limuzine), a slijede Velika Britanija i Irska s 1.776 automobila i Njemačka s 1.647 automobila.
Model M5 dizajnirao je Karl John Elmitt, a proizveo ga je u tvornici BMW Dingolfing u Njemačkoj.

### Motor
BMW S85 je 5.0 L (305 cu in) V10 motor koji stvara snagu od 373 kW (507 KS; 500 KS) pri 7.750 o / min i 520 N⋅m (384 lb⋅ft) okretnog momenta pri 6.100 o / min. S85 se isključivo koristio u modelu E60 M5 (i s njim u vezi s E63 / E64 M6) i ne temelji se na bilo kojem drugom motoru.
Postoje tri načina pokretanja motora koja se odabiru: P400, P500 i P500 S. P400, zadani način pokretanja, motor ograničava na 294 kW (400 KS; 394 KS). P500 povećava snagu na punih 373 kW (507 KS; 500 KS). Način P500 S održava motor na istoj izlaznoj snazi kao i način P500, ali dodaje osjetljiviji odziv leptira za gas.

### Prijenos
M5 koristi "SMG III" 7-stupanjski automatizirani ručni mjenjač s jednim kvačilom koji vrši promjenu stupnja prijenosa u 65-250 milisekundi.
SMG III uključuje kontrolu pokretanja, držač brda, izbjegavanje blokade ručice (kratkim isključivanjem kvačila tijekom prebacivanja u nižu brzinu) i automatski način prijenosa. Međutim, mnogi su pregledi primijetili da je automatski način prijenosa pri malim ili čestim brzinama zaustavnog starta manje gladak od uobičajenog automatskog mjenjača.
U Sjevernoj Americi konvencionalni šesterostupanjski ručni mjenjač najavljen je u listopadu 2006. SMG III ostao je zadani prijenosnik u Sjevernoj Americi, dok je priručnik dostupan kao opcija bez troškova. Šesterostupanjski ručni M5 bio je malo sporiji u određenim testovima, jer se kontrola dinamičke stabilnosti nije mogla isključiti za razliku od SMG verzije (no to je kasnije bilo omogućeno i preinačena je oprema za ranije automobile). U Sjevernoj Americi je pokretanje okretanja za SMG prijenos postavljeno na 1.500 o / min, umjesto 4.000 okr / min koje se koriste u drugim regijama.

## Peta generacija
Peta generacija modela M5 vraća se na staze modela E39. kao prvo motor razvija snagu od 6000 do 7000 o/min i dizajniran je na bazi serijskog motora, automobil je udobniji i jednostavniji za vožnju te ima smireniji dizajn od E60 modela.

### Predstavnjanje koncepta
Nova generacija kodnog imena F10 će biti prvi M5 pogonjen turbo motorom. BMW je 4. travnja 2011. predstavio koncept novog M5 modela u Šangaju, motor je high-revving V8 s TwinTurbo tehnologijom, M-DCT mjenjač s dva kvačila i 7 brzina je uzet iz BMW M3 modela te prilagođen novom motoru i podvozju. Dimenzije guma su 265/35 ZR20 a potrošnja će u odnosu na prošlu generaciju biti smanjena za 25%. Ostali detalji poput unutrašnjosti, performansa i potrošnje nisu objavljeni.

### Serijski model
Nakon što je prošla generacija kritizirana zbog potrošnje goriva i loših iskustava u svakodnevnoj vožnji zbog lošeg mjenjača i motora koji razvija okretni moment na visokim okretajima BMW M se vratio u kasne devedesete i praktički napravio nasljednika E39 M5 modela.
F10 M5 ima S63 V8 4,4 litreni motor s dva turbopunjača, razvija 560 ks i 680 Nm od niskih 1500 o/min. Mjenjač s dva kvačila je preuzet iz M3 modela te je hvaljen u recenzijama baš kao i performanse te izgled automobila.

### Prve recenzije
Novi M5 je najviše hvaljen zbog performansi i ugodnog korištenja u svakodnevnoj vožnji. Zato ga se najviše uspoređuje s E39 M5 modelom. Američki časopis "Car and Driver" je tokom testiranja novog M5 uspio zabilježiti ubrzanje do 60 milja na sat, odnosno 96 km/h za 3,7 sekundi. U mnogim recenzijama automobil je dobio mnogo pohvala dok se minusi odnose na težinu automobila te manjak informacija koje volan daje vozaču. Problem potrošnje goriva BMW je uz dvije turbine i Start-Stop sustavom pokušao riješiti povećanjem obujma spremnika na 80 litara, prema recenzijama je donekle uspio. No ako se automobil vozi na maksimumu potrošnja goriva je mnogo viša od službene.
Kotači
Dimenzije prednjih guma	265/40 ZR 19
Dimenzije stražnjih guma	295/35 ZR 19
Dimenzije prednjih kotača	9,0 J x 19 legura aluminja
Dimenzije stražnjih lotača	10,0 J x 19 legura aluminja
Motor/Mjenjač
Cilindri/ventili	8/4
Obujam u ccm	4395
Hod/promjer u mm	88,3/89,0
Najveća snaga u kW pri 1/min	412 (560)/6000-7000
Najveći okretni moment u Nm pri 1/min	680/1500-5750
Mjenjač 	Getrag M-DCT, mjenjač s dva kvačila i 7 brzina
Masa u kg
Masa neopterećenog vozila EU	1945
Najveća dopuštena masa	2410
Dopušteno opterećenje	540
Dopušteno opterećenje prednje i stražnje osovine	1180/1260
Performanse
Najveća brzina (km/h)	250
Ubrzanje 0 – 100 km/h (s)	4,4
Potrošnja goriva
Gradska (l/100 km)	14,0
Izvan gradska (l/100 km)	7,6
Kombinirana (l/100 km)	9,9
Emisija CO2 (g/km)	232
Obujam spremnika goriva l (otprilike)	80